# 塞科費爾山

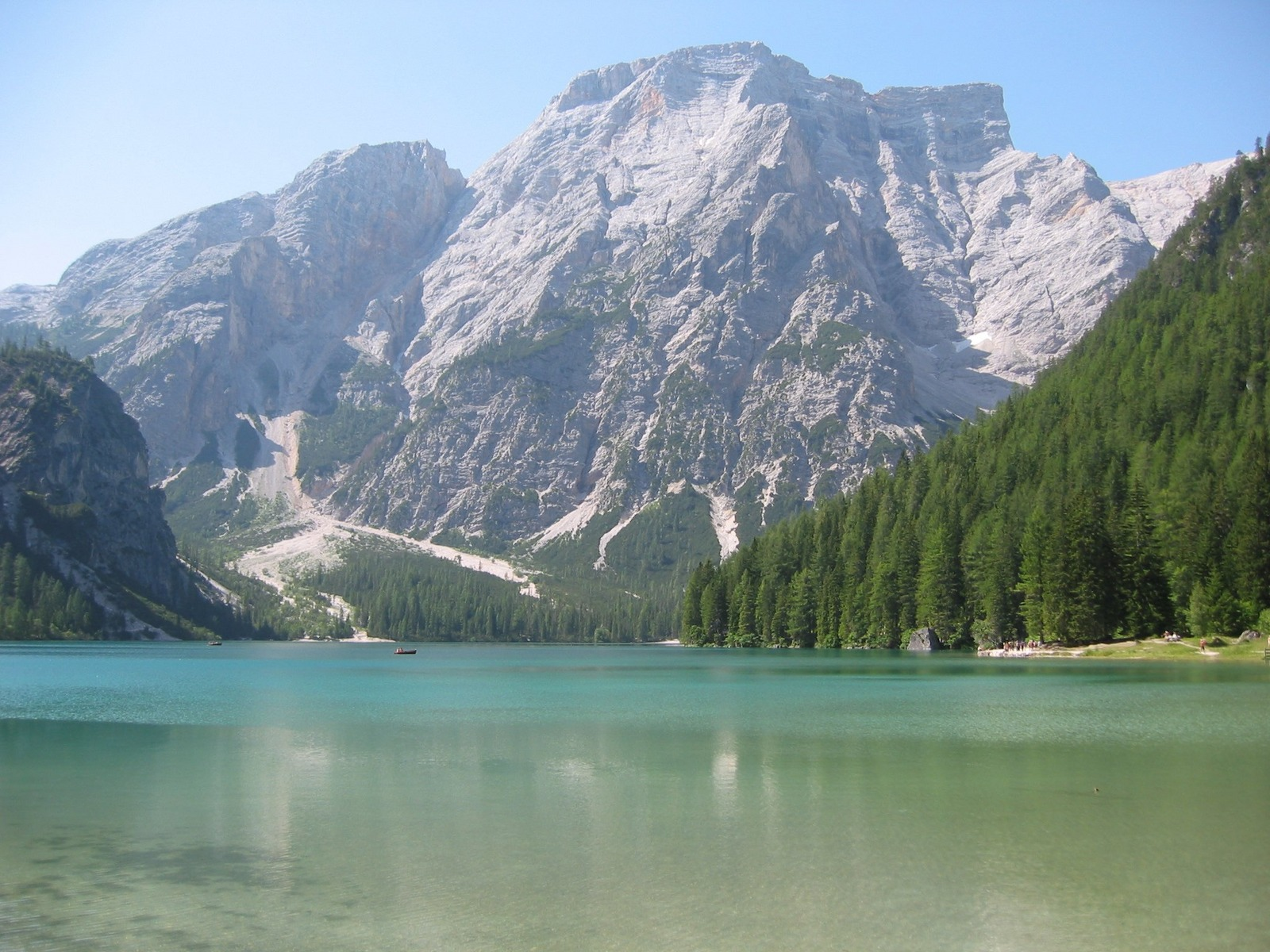

46°40′30.8″N 12°04′22.0″E / 46.675222°N 12.072778°E
塞科費爾山（義大利語：Croda del Becco），是意大利的山峰，位於該國東北部，由博爾扎諾-南蒂羅爾自治省負責管轄，屬於多洛米蒂山的一部分，海拔高度2,810米，每年平均降雨量1,874毫米。